# Oro rojo (película de 1978)
Oro Rojo (también conocido como Red Gold) es una película de temática pirata  de 1978 que fue escrita y dirigida por Alberto Vázquez-Figueroa. Fue filmada en España y México.

## Argumento
Un contramaestre se encuentra atrapado en una isla. Rodeado de hambrientos y pobres isleños, el contramaestre pronto se entera de que la miseria no es causada por el propio pueblo, sino por un grupo de piratas sedientos de sangre.

## Elenco
- José Sacristán como Beni.
- Isela Vega como María.
- Hugo Stiglitz como Víctor.
- Patricia Adriani como Aurelia.
- Jorge Luke como Lucas de Almeyda.

## Premios
José Sacristán ganó el Premio Sant Jordi al Mejor Actor español (Mejor Actor Español) en 1979.